# Martin Velkovski
Martin Velkovski, né le 10 mars 1997 à Skopje, est un handballeur international Macédonien évoluant au poste d'arrière droit au sein du club macédonien RK Eurofarm Pelister.
Il a participé aussi Championnat du monde junior masculin de handball 2017.